# 截尾黃魴鮄
截尾黃魴鮄，為輻鰭魚綱鮋形目牛尾魚亞目黃魴鮄科的其中一種，分布於西大西洋區，從美國新澤西州至巴西海域，棲息深度115-910公尺，體長可達17公分，為底棲性魚類，屬肉食性，棲息在大陸坡。

## 擴展閱讀
維基物種上的相關：截尾黃魴鮄